# Michaił Ałpatow
Michaił Władimirowicz Ałpatow (ros. Михаил Владимирович Алпатов, ur. 27 listopada?/10 grudnia 1902 w Moskwie, zm. 9 maja 1986 tamże) – rosyjski historyk sztuki. Specjalizował się w historii sztuki (a zwłaszcza malarstwa) ruskiej, rosyjskiej oraz zachodnioeuropejskiej. Był profesorem Akademii Sztuk Pięknych w Moskwie.
Laureat Nagrody Państwowej ZSRR z 1974.

## Wybrane publikacje (w jęz. polskim)
- Galeria Drezdeńska: dawni mistrzowie, Warszawa 1974 (i późniejsze wydania).
- Historia sztuki (w 4 tomach, kilka wydań).
- O sztuce ruskiej i rosyjskiej, Warszawa 1975.
- Rublow, Warszawa 1975.
- Zagadnienie dziedzictwa artystycznego w badaniach radzieckiej nauki o sztuce, Warszawa 1955.